# Yoshihiko Aramaki
Yoshihiko Aramaki (荒牧 慶彦 Aramaki Yoshihiko?,  Tokio, Japón, 5 de febrero de 1990) es un actor y seiyū japonés. Desde 2019, Aramaki trabaja como artista independiente.

## Biografía
Aramaki nació el 5 de febrero de 1990 en la ciudad de Tokio, Japón. Durante la escuela secundaria fue miembro del club de baloncesto, pero más adelante se uniría al club de tenis. Debutó el 26 de octubre de 2011 como miembro de la subunidad Hiroz7＋ junto con otros siete miembros; sin embargo, Aramaki abandonó el grupo en abril de 2012. Más adelante ese mismo año, debutó como actor interpretando a Yūjirō Kai en la adaptación a musical de The Prince of Tennis, rol que continuó interpretando hasta 2013. Aramaki fue reemplazado por el actor Tsubasa Yoshizawa en los nuevos musicales.
En los años siguientes, continuó apareciendo en diversas películas y series de televisión como Raspberry Boy (2013), Dance! DanceDance!! (2014), Junai Stalker-kun (2015), Moonbow (2016), Oedo no Candy 2 (2017), Rabuho no Ueno-san (2017) y Shukatsu 3 (2018), entre otros. En 2017, le dio voz al personaje de Rio en el anime Sanrio Characters Pompon Jump!, siendo este su debut como seiyū. Ese mismo año, interpretó a Uesugi Kagekatsu en el anime Sengoku Night Blood. Su primer álbum de fotos, titulado L.M.N, fue también lanzado en 2017.
Hasta 2015, Aramaki estuvo afiliado a la agencia Main Cast Corporation, y luego se unió a Toki Entertainment. En diciembre de 2018, Toki Entertainment anunció la salida de Aramaki de la agencia, la cual tuvo lugar el 31 de marzo de 2019. Desde entonces, Aramaki ha estado trabajando como artista independiente. En septiembre de 2019, interpretó a Nagisa Makimo en la serie de drama Real - Fake, en la que actuó junto a Shōta Aoi, Toshiyuki Someya, Keisuke Ueda y Ryūji Satō, entre otros. Aramaki también interpretó el tema principal de Real - Fake junto al resto del reparto principal. Ese mismo año, también interpretó a Kunihiro Yamanbagiri en la adaptación cinematográfica de Tōken Ranbu.

## Filmografía

### Televisión
| Año  | Título             | Papel         | Notas     |
| ---- | ------------------ | ------------- | --------- |
| 2013 | Raspberry Boy      |               |           |
| 2017 | Rabuho no Ueno-san |               | Cameo     |
| 2019 | Success-so         | Sir           |           |
| 2019 | Real - Fake        | Nagisa Makino | Principal |

### Películas
| Año  | Título                 | Papel                | Ref.   |
| ---- | ---------------------- | -------------------- | ------ |
| 2014 | Dance! DanceDance!!    | Takumi Ikegami       | [ 11 ] |
| 2015 | Satoru Dayo            | Koji Yamamoto        |        |
| 2015 | Junai Stalker-kun      | Reiji Kurosaki       |        |
| 2016 | Article 9              |                      | [ 12 ] |
| 2016 | Moonbow                | Itsuki               |        |
| 2017 | Oedo no Candy 2        | Takeshi Tsuge        |        |
| 2017 | Futsujanai Shokugyo    | Shinya               |        |
| 2018 | Shukatsu 3             |                      |        |
| 2019 | Tōken Ranbu: The Movie | Kunihiro Yamanbagiri | [ 10 ] |
| 2019 | Ai Tantei              | Kagiyama Kimihiko    |        |

### Anime
| Año  | Título                         | Papel            | Ref.   |
| ---- | ------------------------------ | ---------------- | ------ |
| 2017 | Sanrio Characters Pompon Jump! | Rio Sky Peace    |        |
| 2017 | Sengoku Night Blood            | Uesugi Kagekatsu | [ 13 ] |
| 2018 | Sonotoki, Kanojo wa.           | Kōsuke           | [ 14 ] |